# Francesco Saverio Cavallari

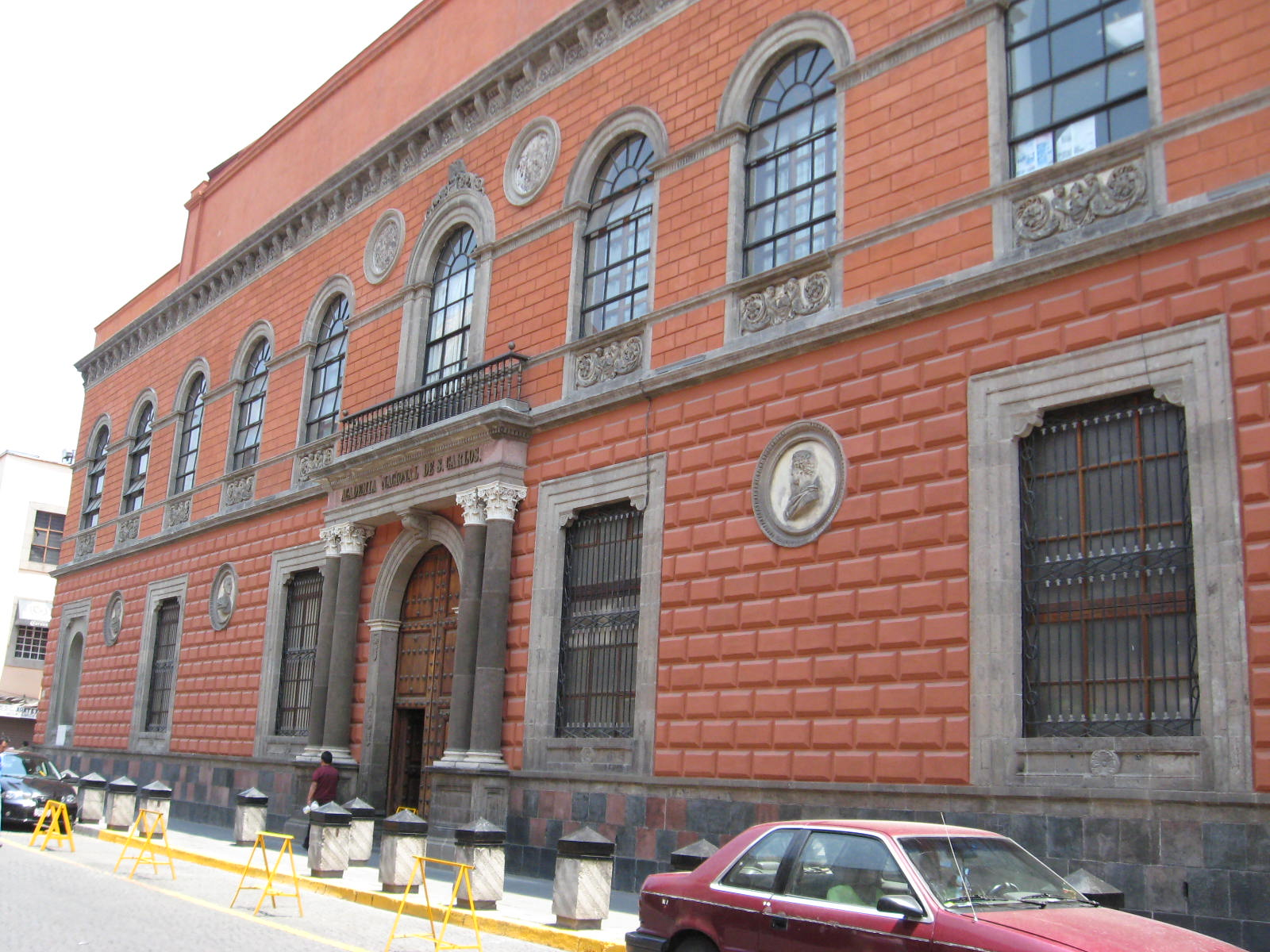
Fachada principal de la Academia de San Carlos

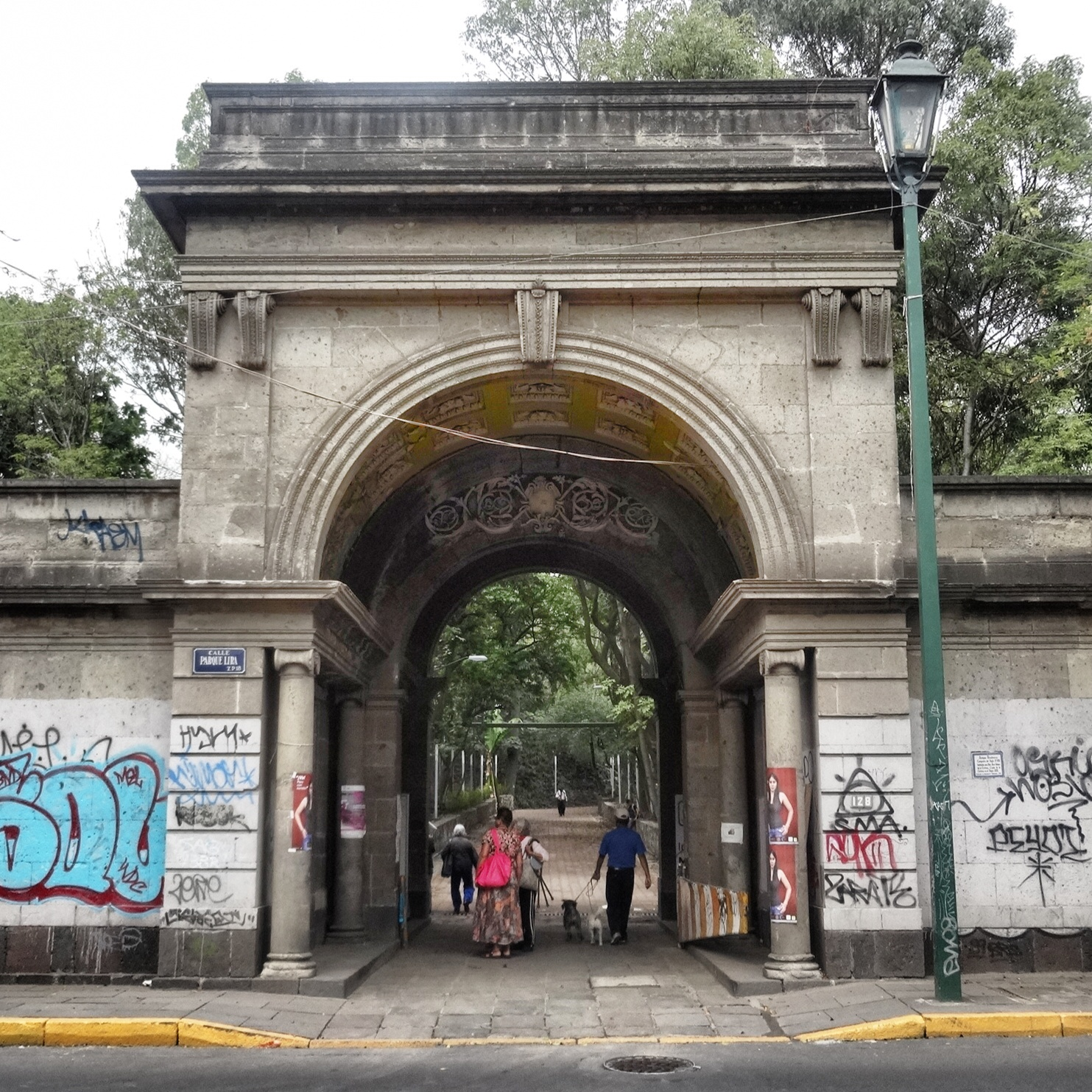
Parque Lira - Arco de Entrada

Basílica de Santa María en Randazzo

Francesco Saverio Cavallari (Palermo, 1809–1896), también conocido como Javier Cavallari, fue un arquitecto, profesor, pintor y arqueólogo italiano. Estuvo activo en la Ciudad de México entre 1857 y 1864.
En Italia, terminó la fachada y el campanario de la Basílica de Santa María en Randazzo. En México, fue director y profesor de la Academia de San Carlos, y diseño una nueva fachada para ese inmueble. También remodeló la casa de Eustaquio Barrón, de la cual solo se conserva el arco que se ubica a la entrada del actual Parque Lira.